# Wingstrandarctus intermedius
Wingstrandarctus intermedius är en djurart som tillhör fylumet trögkrypare, och som först beskrevs av Jeanne Renaud-Mornant 1967.  Wingstrandarctus intermedius ingår i släktet Wingstrandarctus och familjen Halechiniscidae. Inga underarter finns listade i Catalogue of Life.